# 橘淳一
橘 淳一（たちばな じゅんいち、1954年3月17日 - 2018年12月19日）は、東京都在住の著述家。雑誌・書籍編集者、ウェブマガジン主宰者。
M（の感受性を秘めた）女性のカウンセリング歴30年以上を持つ。緊縛は慰安であり抱擁であり心を解き放つ技術であると提唱している。

## 経歴
1973年4月1日、早稲田大学政治経済学部政治学科入学と同時に東京都民となる。1980年9月卒業。
大学在学中より報知新聞社で社員として勤務。退職後はみのり書房に入社。雑誌「コミック・アゲイン」の二代目編集人となる。
コミック・アゲイン休刊後はみのり書房を退社。日本出版社入社。「SMクラブ」編集部員となり、SMの世界に初めて触れることとなる。在社中から橘淳一名義で「SMクラブ」に連載を持つ。
1983年4月フリーランスのライター・カメラマン・エディターとなると同時にM女性の真実を伝えることをライフワークと定める。
1996年6月「マニア倶楽部」誌にて、現在の活動の始まりとなる「とびきりのM女性をあなたに紹介します」の連載を始める。その連載は2006年10月号まで継続され、紹介したとびきりのM女性は120人を数える。
1998年10月自身のホームページである「橘淳一のオフィシャルサイト」開設。
2010年4月それまで紙媒体として出版していた内容を電子出版に置き換えたウェブマガジン「最愛のM女性とめぐりあうために」「M女性の真実」刊行する。
2011年5月ウェブマガジン「最愛のＭ女性とめぐりあうために」「Ｍ女性の真実」第二期刊行開始。
2012年8月ウェブマガジン「最愛のＭ女性とめぐりあうために」「Ｍ女性の真実」第三期刊行開始。
1996年から現在に至る橘淳一の活動を通じて31組(＋α）の男女が婚姻関係までに至っている。
2018年12月19日、自宅において心不全にて逝去。64歳没。

## ライフワーク
自身のホームページ「橘淳一のオフィシャルサイト」に登録された女性会員からの、電話・メールによる相談事に回答する「カウンセリング」をほぼ毎日継続している。また、女性会員が求める場合「レッスン」にも応じている。「プレイ」ではなく「レッスン」である。緊縛はヒーリングであるという真実のもとに、女性を縛り、見守り、心を抱きしめる一時間から始まる。性的な接触は一切ない。その一時間で、縛られるだけで絶頂を迎える女性は少なくない。その映像はこれまでに五巻発行されている編著書「『最愛のＭ女性とめぐり逢うために』(三和出版）付属DVDにて目撃出来る。
東京では毎月、名古屋大阪では季節毎に『最愛のM女性にめぐり逢うための真実のSM術』と名付けた研究会を開催している。
　

## 著作リスト
- 『スキャンダル・ショット』（日本出版社）ISBN-13: 978-4930892126
- 『最愛のM女性とめぐり逢うために』(三和出版)ISBN 978-4776902485
- 『最愛のM女性とめぐり逢うために2』(三和出版)ISBN 978-4776902867
- 『最愛のM女性とめぐり逢うために3』(三和出版)ISBN 978-4776903161
- 『最愛のM女性とめぐり逢うために4』(三和出版)ISBN 978-4776903475
- 『最愛のM女性とめぐり逢うために5』(三和出版)ISBN 978-4776903901

他多数。